# Керім Мемія
Керім Мемія (босн. Kerim Memija, нар. 6 січня 1996, Сараєво) — боснійський футболіст, захисник клубу «Зріньскі». Виступав також за низку боснійських і закордонних клубів.

## Клубна кар'єра
Керім Мемія народився 1996 року в місті Сараєво, та є вихованцем футбольної школи місцевого клубу «Желєзнічар». У 2014 році Мемія розпочав грати в основній команді клубу, в якій виступав до 2017 року, взявши участь у 61 матчі чемпіонату.
У 2017 році боснійський захисник перейшов до данського клубу «Вайле», в якому грав до 2019 року. У 2019 році керівництво клубу віддало футболіста в оренду до іншого данського клубу «Гобро».
У 2020 році Мемія став гравцем хорватського клубу «Вараждин». З 2021 року футболіст грає у складі боснійського клубу «Зріньскі».

## Виступи за збірні
У 2012 році Керім Мемія дебютував у складі юнацької збірної Боснії і Герцеговини, загалом на юнацькому рівні взяв участь у 19 іграх, відзначившись одним забитим голом.
Протягом 2015—2018 років Мемія грав у складі молодіжної збірної Боснії і Герцеговини. На молодіжному рівні зіграв у 20 офіційних матчах, забив 1 гол.

## Титули і досягнення
- Чемпіон Боснії і Герцеговини (3):

Зрінськи: 2021-22, 2022-23, 2024-25
- Володар Кубка Боснії і Герцеговини (3):

Зрінськи: 2022-23, 2023-24
- Володар Суперкубка Боснії і Герцеговини (1):

Зрінськи: 2024